# Соснувка (Олесницький повіт)
Соснувка (пол. Sosnówka, нім. Sechskiefern) — село в Польщі, у гміні Твардоґура Олесницького повіту Нижньосілезького воєводства.
Населення — 159 осіб (2011).
У 1975-1998 роках село належало до Вроцлавського воєводства.

## Демографія
Демографічна структура станом на 31 березня 2011 року:
|          | Загалом | Допрацездатний вік | Працездатний вік | Постпрацездатний вік |
| -------- | ------- | ------------------ | ---------------- | -------------------- |
| Чоловіки | 85      | 12                 | 67               | 6                    |
| Жінки    | 74      | 12                 | 42               | 20                   |
| Разом    | 159     | 24                 | 109              | 26                   |